# 劉捍
劉捍，唐朝末年開封人。劉捍為人明敏有威儀，善接待導引，朱溫一開始鎮守在宣武軍，任命劉捍為賓客。
唐昭宗召見，問梁軍中事，稱旨，賜以錦袍，拜登州刺史，賜號「迎鑾毅勇功臣」，朱溫即帝位後，遷左天武指揮使、元從親軍都虞候、左龍虎統軍，出為佑國軍留後。
其後同州劉知俊反，執劉捍而去，因戒忌他而送交李茂貞，被殺，朱溫追贈劉捍為太傅。

## 延伸阅读
[在维基数据编辑]
 《舊五代史·卷20》，出自薛居正《舊五代史》
 《新五代史·卷21》，出自歐陽修《新五代史》